# D'Arcy (Colombie-Britannique)
Pour les articles homonymes, voir D'Arcy.
D'Arcy est une communauté de la Colombie-Britannique située dans le district régional de Squamish-Lillooet. D'Arcy se trouve à environ 150 kilomètres au nord-est de Vancouver.